# Chlorophoneus
Chlorophoneus es un género de aves paseriformes perteneciente la familia Malaconotidae. Está compuesto por bubús de África. Sus miembros anteriormente se clasificaban en el género Telophorus.

## Especies
El género contiene seis especies:
- Chlorophoneus kupeensis - bubú del Kupé;
- Chlorophoneus multicolor - bubú multicolor;
- Chlorophoneus nigrifrons - bubú frentinegro;
- Chlorophoneus olivaceus - bubú oliváceo;
- Chlorophoneus bocagei - bubú de Bocage;
- Chlorophoneus sulfureopectus - bubú azufrado.